# Jérôme Boulbès
 (septembre 2016).
Si vous disposez d'ouvrages ou d'articles de référence ou si vous connaissez des sites web de qualité traitant du thème abordé ici, merci de compléter l'article en donnant les références utiles à sa vérifiabilité et en les liant à la section « Notes et références ».
Jérome Boulbès, né en 1969 à Casablanca (Maroc), est un réalisateur de cinéma et un illustrateur français.

## Biographie
Jérôme Boulbès est élève à l'école régionale des beaux-arts de Saint-Étienne, puis à l'École nationale supérieure des arts décoratifs de Paris, école où il deviendra plus tard enseignant. Il œuvre comme illustrateur et graphiste pour des jeux vidéo et des films promotionnels. Il s'essaie aux images de synthèse dans Créatures et Vêpres, puis réalise son premier court-métrage d'animation en 1999 avec Le puits. En 2001, il signe La mort de tau, Rascagnes en 2002, Éclosion en 2006, Masques en 2009. En 2002, il reçoit le Lutin du meilleur film d'animation pour La Mort de Tau. La plupart de ses courts-métrages sont en images de synthèse.

## Filmographie
- 2012 : Le Printemps, 15 minutes, film d'animation
- 2009 : Masques, 7 minutes, film d'animation
- 2006 : Eclosion, 10 minutes, film d'animation
- 2003 : Rascagnes, 10 minutes, film animation
- 2001 : La Mort de tau, 10 minutes, film d'animation
- 1999 : Le puits, 8 minutes, film d'animation